# Show Business (album)
Show Business è il sesto album in studio del gruppo musicale statunitense Kix, pubblicato nell'aprile 1995 dalla CMC International. L'album si rivelò un clamoroso flop in seguito all'avvento del movimento grunge sulla scena musicale. Per questo motivo fu l'ultimo lavoro registrato dal gruppo prima dello scioglimento.

## Tracce
1. Ball Baby – 4:46 (Donnie Purnell, Halligan Jr., Martin Briley)
2. 9-1-1 – 4:38 (Purnell, John Palumbo)
3. Fireballs – 4:08 (Purnell, Halligan Jr.)
4. Baby Time Bomb – 4:22 (Purnell, Taylor Rhodes)
5. Book to Hypnotize – 4:07 (Purnell)
6. Put My Money Where Your Mouth Is – 5:21 (Purnell, Steve Whiteman)
7. She Loves Me Not – 7:23 (Purnell, Halligan Jr.)
8. Fireboy – 3:23 (Purnell, Palumbo)
9. I'm Bombed – 5:07 (Purnell, Palumbo)
10. If You Run Around – 4:23 (Purnell)

## Formazione
- Steve Whiteman – voce, armonica, sassofono
- Brian Forsythe – chitarre
- Ronnie Younkins – chitarre
- Donnie Purnell – basso, tastiere, cori
- Jimmy Chalfant – batteria, percussioni, cori

Altri musicisti
- Paul Chalfant – viola (traccia 10)